# エスティック
株式会社エスティック（英: Estic Corporation）は、ナットランナー、ハンドナットランナ、サーボプレス、ネジ締付機の設計、開発、製造、販売を事業とする企業。

## 概要
トヨタ、日産、ホンダ、三菱、GM、フォード、クライスラー、現代、大宇など国内外の自動車メーカー及び自動車部品メーカーを主なユーザーとしている。
2001年10月に中国（上海）に SHANGHAI ESTIC CO.,LTD を合弁で設立。　
2006年1月30日に東証マザーズに上場したが、2016年8月1日に東証2部に市場変更されている。